# هوکینگ
هوکینگ (به انگلیسی: Hawkinge) یک روستا و محله مدنی در بریتانیا است که در Folkestone and Hythe واقع شده‌است. هوکینگ ۸٬۰۰۲ نفر جمعیت دارد.